# Флаг сельского поселения Проводниковское
Флаг сельского поселения Проводниковское — официальный символ муниципального образования сельское поселение Проводниковское Коломенского муниципального района Московской области Российской Федерации.
Флаг утверждён 25 февраля 2009 года и внесён в Государственный геральдический регистр Российской Федерации с присвоением регистрационного номера 4809.
Флаг составлен на основе герба сельского поселения Проводниковское по правилам и соответствующим традициям вексиллологии и отражает исторические, культурные, социально-экономические, национальные и иные местные традиций.

## Описание
«Прямоугольное красное полотнище с отношением ширины к длине 2:3, воспроизводящее фигуры из герба поселения, выполненные голубыми, белыми, жёлтыми и оранжевыми цветами».
Геральдическое описание герба гласит: «В красном поле лазоревое острие, окаймлённое по бокам золотыми обоюдоострыми громовыми стрелами и обременённое серебряной капителью, коронованной золотом, сопровождённой внизу двумя серебряными цветками картофеля с золотыми сердцевинами».

## Обоснование символики
Коронованная капитель колонны указывает на принадлежность сельского поселения Проводниковское территории Коломенского муниципального района, в гербе и на флаге которого изображена колонна, что подчёркивает общность интересов и историческое единство двух самостоятельных муниципальных образований. Колонна — символ опоры, стабильности и уверенности.
Картофельные цветки символизируют сельскохозяйственную направленность основной деятельности жителей поселения, а их количество символически указывает на ранее существовавшие сельские округа Лукерьевский и Федосьинский, после объединения составивших территорию современного поселения.
Громовые молнии — как проводники электрической энергии аллегорически указывает на название сельского поселения и его центра посёлок Проводник.
Голубое (лазурное) остриё, обрамлённое молниями, создаёт образ ёлки, символизируя тем самым наличие в поселении хвойных лесов.
Красный цвет — символ труда, мужества, жизнеутверждающей силы, красоты и праздника.
Голубой цвет (лазурь) — символ возвышенных устремлений, искренности, преданности, возрождения.
Жёлтый цвет (золото) — символ высшей ценности, величия, великодушия, богатства, урожая.
Белый цвет (серебро) — символ чистоты, ясности, открытости, божественной мудрости, примирения.